# Alphonse Borrelly
Alphonse Louis Nicolas Borrelly, född 8 december 1842, död 28 februari 1926, var en fransk astronom.
Han verkade vid observatoriet i Marseille och upptäckte 19 asteroider (1866–1894) och åtminstone 16 kometer (1871–1919).
Borrelly tilldelades Lalandepriset 1871 och 1909, Valzpriset 1903 och Jules Janssens pris 1913.
Borrelly har fått asteroiden 1539 Borrelly uppkallad efter sig.

## Upptäckta asteroider
| 99 Dike      | 28 maj 1868       |
| 110 Lydia    | 19 april 1870     |
| 117 Lomia    | 12 september 1871 |
| 120 Lachesis | 10 april 1872     |
| 146 Lucina   | 8 juni 1875       |
| 157 Dejanira | 1 december 1875   |
| 171 Ophelia  | 13 januari 1877   |
| 172 Baucis   | 5 februari 1877   |
| 173 Ino      | 1 augusti 1877    |

| 198 Ampella  | 13 juni 1879     |
| 233 Asterope | 11 maj 1883      |
| 240 Vanadis  | 27 augusti 1884  |
| 246 Asporina | 6 mars 1885      |
| 268 Adorea   | 8 juni 1887      |
| 308 Polyxo   | 31 mars 1891     |
| 322 Phaeo    | 27 november 1891 |
| 369 Aëria    | 4 juli 1893      |
| 394 Arduina  | 19 november 1894 |

## Upptäckta kometer[a]
- C/1873 Q1 (Borrelly)[5]
- C/1877 C1 (Borrelly)[5]
- C/1877 G2 (Swift-Borrelly-Block)[5]
- C/1889 X1 (Borrelly)[5]
- 19P/Borrelly
- C/1909 L1 (Borrelly-Daniel)[6]

### Fotnoter
1. ↑  Listan är ofullständig